# Aedoeus concolor
Aedoeus concolor är en skalbaggsart som beskrevs av Leon Fairmaire 1897. Aedoeus concolor ingår i släktet Aedoeus och familjen långhorningar.
Artens utbredningsområde är Madagaskar. Inga underarter finns listade i Catalogue of Life.